# Pantoprazol
Pantoprazol je inhibitor protonske pumpe koji se koristi za kratkotrajne tretmane erozije i ulceracije jednjaka uzrokovane gastroezofagealnom refluksnom bolešću

## Spoljašnje veze
|  | Molimo Vas, obratite pažnju na važno upozorenje u vezi sa temama iz oblasti medicine (zdravlja). |